# Pezobrés
Pezobrés o San Estebo de Pezobrés (llamada oficialmente Santo Estevo de Pezobrés) es una parroquia y una aldea española del municipio de Santiso, en la provincia de La Coruña, Galicia.

## Entidades de población
Entidades de población que forman parte de la parroquia:
- Capelos
- Espiñeira
- Monteagudo
- Outeiro
- Pezobrés
- Rego (O Rego)
- San Benito

## Demografía

### Parroquia
| Gráfica de evolución demográfica de Pezobrés (parroquia) entre 202000 y 2019 |
|                                                                              |
| Datos según el nomenclátor publicado por el INE.                             |

### Aldea
| Gráfica de evolución demográfica de Pezobrés (lugar) entre 2000 y 2019 |
|                                                                        |
| Datos según el nomenclátor publicado por el INE.                       |